# Paradiestus aurantiacus
Paradiestus aurantiacus är en spindelart som beskrevs av Cândido Firmino de Mello-Leitão 1915.
Paradiestus aurantiacus ingår i släktet Paradiestus och familjen flinkspindlar. Inga underarter finns listade i Catalogue of Life.